# Hermawan Susanto
Hermawan Susanto (* 24. September 1967 in Kudus) ist ein ehemaliger Badmintonspieler aus Indonesien.

## Karriere
Hermawan Susanto gewann 1992 Bronze bei Olympia im Herreneinzel. Bei der Badminton-Weltmeisterschaft 1993 holte er Silber. Susanto war auch in Deutschland als Mannschaftsspieler des SSV Heiligenwald aktiv. Mit dem SSV wurde er 1996 Deutscher Meister.

## Erfolge
| Saison    | Veranstaltung       | Disziplin    | Platz | Name |
| --------- | ------------------- | ------------ | ----- | --- |
| 1986      | Silver Bowl         | Herreneinzel | 1     | Hermawan Susanto |
| 1990      | Dutch Open          | Herreneinzel | 1     | Hermawan Susanto |
| 1991/1992 | Denmark Open        | Herreneinzel | 1     | Hermawan Susanto |
| 1992      | Dutch Open          | Herreneinzel | 1     | Hermawan Susanto |
| 1992      | China Open          | Herreneinzel | 1     | Hermawan Susanto |
| 1992      | Olympia             | Herreneinzel | 3     | Hermawan Susanto |
| 1993      | Weltmeisterschaft   | Herreneinzel | 2     | Hermawan Susanto |
| 1993      | Thailand Open       | Herreneinzel | 2     | Hermawan Susanto |
| 1993      | Hong Kong Open      | Herreneinzel | 1     | Hermawan Susanto |
| 1993      | China Open          | Herreneinzel | 3     | Hermawan Susanto |
| 1995      | US Open             | Herreneinzel | 1     | Hermawan Susanto |
| 1995/1996 | Bundesliga          | Mannschaft   | 1     | SSV Heiligenwald (Hermawan Susanto, Martin Lundgaard Hansen, Martin Kranitz, Thomas Berger, Erica van den Heuvel, Michael Keck, Nicole Grether, Dirk Wagner) |
| 1997      | Malaysia Open       | Herreneinzel | 1     | Hermawan Sosanto |
| 1997      | Indonesia Open      | Herreneinzel | 5     | Hermawan Susanto |
| 1997      | Chinese Taipei Open | Herreneinzel | 3     | Hermawan Susanto |